# Pubblicità Progresso
Pubblicità Progresso è una fondazione istituita nel 1971 allo scopo di contribuire con creatività alla realizzazione di campagne pubblicitarie dedicate alla soluzione di problemi morali, civili ed educativi, e distribuite gratuitamente.

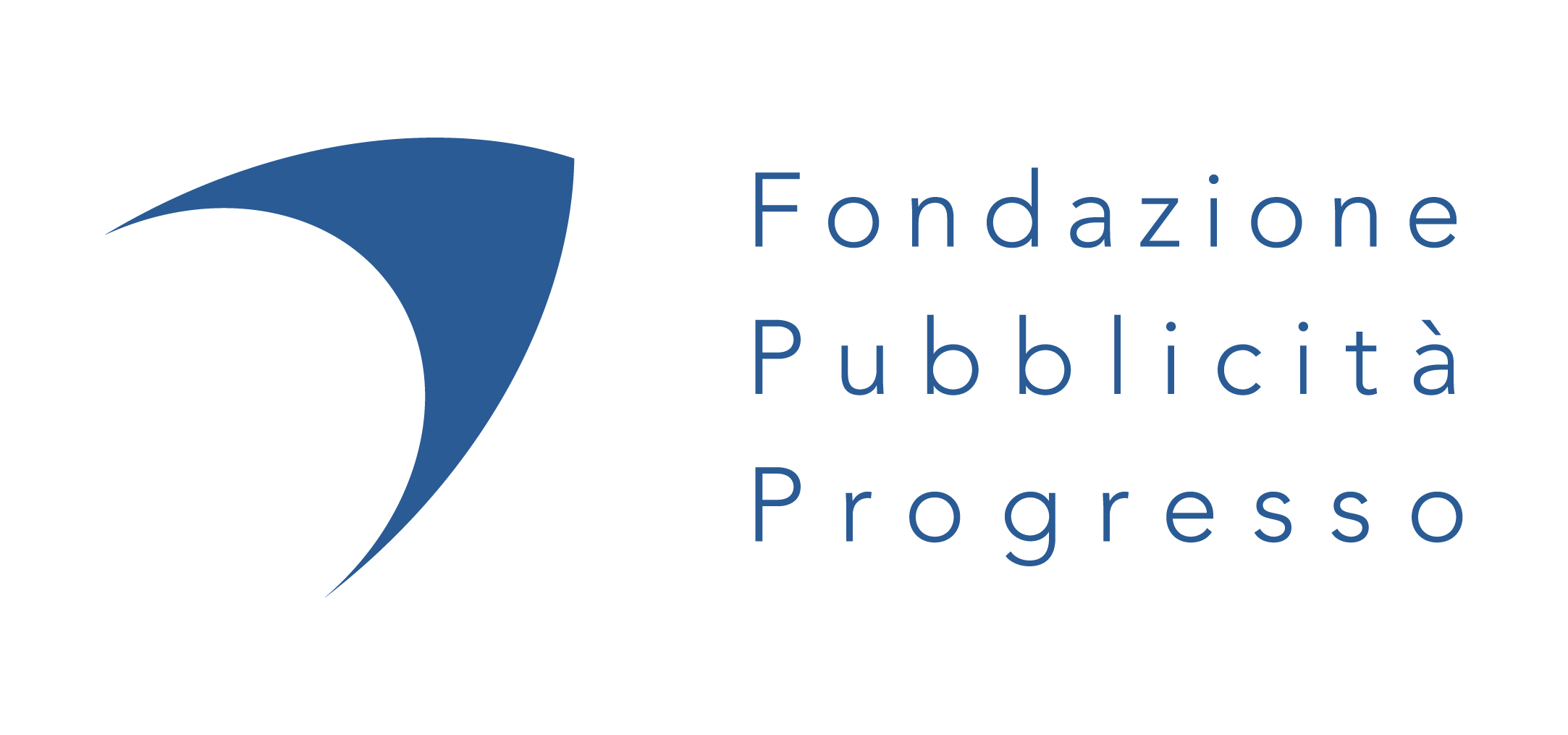

È stata istituita prendendo a modello l'analoga organizzazione statunitense Advertising Council, per iniziativa dell'UPA, organizzazione che coinvolse nel progetto gli altri attori del settore. 
Il 25 giugno 2019 il consiglio della Fondazione ha eletto presidente Andrea Farinet.

## Le campagne
- 1971-72 - A favore della raccolta di sangue - C'è bisogno di sangue. Ora lo sai[3]. La campagna è stata realizzata dall'associazione e dall'agenzia di pubblicità McCann Erickson con la collaborazione di AVIS, Croce Rossa Italiana e Associazione Italiana Centri Trasfusionali. Lo spot, realizzato dalle case di produzione Union Film e Recta Film, vedeva protagonisti un'équipe di medici alle prese con una trasfusione di sangue su un bambino gravemente malato. Una volta finito l'intervento, uno di loro si rivolgeva alla macchina da presa spiegando la necessità delle donazioni. Viene ritrasmesso uno spezzone di questo spot su Rai Tre nella puntata di Blob dell'8 marzo 1990.[4]
- 1973 - A difesa del verde - Il verde è tuo. Difendilo[3]. La campagna mostrava una casa dove i padroni buttavano la loro spazzatura a terra. La voce speaker partiva e diceva: In casa vostra, non vi comportereste mai così, vero?. Quando venivano mostrate le immagini di un parco inquinato da un'automobile che gettava immondizia per terra, i toni dello speaker si fanno più duri e da rimprovero: E allora perché quando andate nei prati o nei boschi, vi comportate così?! Ma i boschi e i prati sono casa vostra! Lo capite o no?!.
- 1973 - Per il rispetto dell'opinione altrui - Rispetta chi non la pensa come te[3]. La campagna faceva vedere, in un disegno in bianco e nero, un tizio che parlava di fronte a delle sedie sopra le quali ci sono degli specchi. Al che il tizio proclama: Nessuno si è mai permesso di contraddirmi! Sono... grande!!. Un altro personaggio lo contraddice fuoricampo: Ehi, tu non sei grande, tu sei... solo!, dopodiché il personaggio protagonista alza il piede e trova un biglietto con sopra scritto lo slogan dello spot.
- 1974 - Per la pulizia dei centri abitati[3]
- 1974 - Contro il rumore - Combatti i rompitimpani. Puoi[3]
- 1975 - Contro i rifiuti abbandonati[3]
- 1976 - A favore del turismo in Italia[3]
- 1975-76 - Contro il fumo - Chi fuma avvelena anche te. Digli di smettere[3]. L'obiettivo era di sensibilizzare l'opinione pubblica sui rischi ai quali vanno incontro i non fumatori quando entrano a contatto col fumo, in un tempo in cui la legge sul divieto di fumare nei locali pubblici non era stata approvata. Lo spot, realizzato dalla casa di produzione Cine 2 Videotronics, mostrava l'immagine di una sigaretta che si accendeva e veniva fumata gradualmente, accompagnata da rumori di tosse fuori campo mentre una voce speaker spiegava la problematica.
- 1977 - A difesa dell'acqua[3]
- 1977-78 - A difesa dei portatori di handicap[3]
- 1978 - A tutela del patrimonio artistico[3]. Una voce speaker illustrava la problematica (furti di opere d'arte) mentre si vedeva una testa di una statua di cemento che a poco a poco si sgretolava. Una volta illustrata l'indifferenza comune, sulla colonna compaiono dei peluche con delle scimmiette, che vengono spazzate via da una mano mentre lo speaker esorta a denunciare allo scopo di difendere il patrimonio artistico italiano: Combattiamo l'indifferenza che distrugge il patrimonio artistico italiano.
- 1980 - Per la prevenzione degli infortuni domestici[3]
- 1980 - Comunicazione e consumi sociali[3]
- 1981 - Per una maggiore responsabilità dei genitori - Figli si nasce genitori no[3]
- 1982 - A tutela della salute dei figli[3]
- 1983 - A tutela degli anziani - Adotta un nonno[3]
- 1984 - Per la prevenzione degli incidenti domestici[3]
- 1985 - A favore della lettura - Leggere è un piacere diverso, tutto vostro[3]
- 1987 - Per una corretta informazione sull'AIDS - AIDS. I rapporti umani non trasmettono il virus[3]. La campagna è stata recensita positivamente come «poche parole, fondamentali, per fare chiarezza».[5] l'AIDS all'epoca stava cominciando a manifestarsi e a seminare dubbi e ansie, l'obiettivo era quindi di fornire all'opinione pubblica un'informazione corretta, di evitare l'esclusione sociale dei malati[6] e di invitare alla solidarietà con essi.[7] Lo spot riprendeva lentamente un ragazzo nudo e seduto che gradualmente alzava la testa mentre uno speaker spiegava che il virus dell'AIDS si trasmette attraverso rapporti sessuali e non rapporti umani. Uno spezzone di questo spot viene ritrasmesso su Rai Tre durante la puntata di Blob dell'8 marzo 1990.[8]
- 1987-88 - Per l'inserimento dei giovani nel lavoro - Contratto Formazione e Lavoro. Lavorando si impara[3]
- 1988-89 - Contro il maltrattamento dei minori[3]
- 1989 - Per una corretta informazione - L'informazione migliora la vita. Chiedi un'informazione migliore[3]
- 1990-91 - Contro il razzismo - No al Razzismo. Sì alla tolleranza. Il primo degli spot televisivi della campagna utilizzava un'immagine molto forte: un uomo di colore che veniva crocifisso. [3]
- 1991-92 - A favore del volontariato - Volontariato. Lo straordinario di ogni giorno[3]. I filmati dell'iniziativa, prodotti dalla Gamma Films, rappresentavano un montaggio dei film basati su Superman e interpretati da Christopher Reeve al quale poi seguiva la sua discesa in una cabina telefonica SIP per togliersi il costume. Dalla storica divisa del personaggio non usciva Clark Kent, bensì persone comuni.
- 1992-93 - Per la solidarietà verso i malati - Regala un sogno ad un malato[3]
- 1993 - A difesa dei non vedenti - Il guaio dei non vedenti è vivere in un mondo di ciechi[3]
- 1995-96 - Per un automiglioramento - Coltiva più interessi, è nel tuo interesse[3]. Realizzata dall'agenzia Bates Italia, la campagna è stata diffusa su tutti i mezzi di comunicazione. Lo spot, realizzato dalla casa di produzione Euphon, era ambientato in una landa desolata e vedeva protagonista un uomo (doppiato da Giorgio Melazzi) con una vanga in mano che dialogava con una voce fuori campo mentre era intento a scavare una fossa, finché le parole del misterioso interlocutore non lo incoraggiano a migliorare la propria vita. Risollevato e deciso, l'uomo spinge la vanga per terra facendo uscire l'acqua dal sottosuolo.
- 1996-97 - Educare alla civiltà - Un gesto di civiltà. Contagio vitale[3]
- 1999 - Il piacere di fare un buon gesto - Far bene ti fa bene[3]. Lo spot della campagna vedeva protagonista il comico Teo Teocoli, che dal finestrino della propria macchina vedeva una donna col veicolo in panne sull'autostrada. Fuori campo lo spettatore poteva sentire le esitazioni di Teocoli, indeciso se dare o meno una mano alla donna e timoroso che si potesse trattare di una messa in scena a scopo di rapina. Interrogandosi su come egli si sarebbe comportato in una situazione analoga, Teocoli tornava indietro. La voce fuori campo che recita lo slogan della campagna è quella del doppiatore Maurizio Trombini, anche speaker dei comunicati radio.
- 2000-01 - A favore dell'alfabetizzazione informatica - Computer e inglese, chi si aggiorna cresce[3]
- 2001-02 - Il valore dell'ascolto - Chi ascolta cresce[3]
- 2004 - Contro i pregiudizi - E allora?[3]
- 2006 - A favore di stili di vita più sani, Campagna Movimento[3]
- 2007 - Contro i bambini più poveri del mondo bisogna fare di più bisogna fare tantissimo[3]
- 2006 - Contro la pirateria informatica[3]
- 2006 -  Per promuovere la prevenzione del tumore del colon-retto Let's Screen[3]
- 2008 - Sicurezza dovere assoluto. Diritto intoccabile. Per la prevenzione morti bianche
- 2011 - Campagna 40 anni
- 2012 - Donazione organi e tessuti - Tu puoi dare la vita[3]
- 2013 - 2015 Per superare i pregiudizi sulle donne e valorizzare la diversità di genere - Punto su di te[9]
- 2015 - 2017 - Ci riesco, campagna per la lotta contro tutti gli sprechi - ciriesco.it
- 2018 - IntegrAction, per contrastare le rappresentazioni discriminanti delle diversità culturali
- 2020 - #Primopasso, campagna per la coesione sociale
- 2021 - Smetti di Posticipare, per la prevenzione del melanoma

Talvolta, alcune campagne sono state rinnovate negli anni successivi, come è successo con la campagna Adotta un nonno del 1983, riproposta nel 1999 e trasmessa su Mediaset nel dicembre dello stesso anno.
Per alcune campagne, esistono anche dei promo RAI, come è avvenuto per la campagna sull'educazione alla civiltà nel 1996 e trasmesso su Rai Due il 2 marzo 1997. Sempre in tema, sono stati fatti anche degli spot sulle giornate dedicate alle tematiche delle campagne di Pubblicità Progresso; ne è un esempio quella della giornata dell'automgilioramento, trasmesso su Rai Tre il 23 febbraio 1996 e su Canale 5 il 19 febbraio dello stesso anno.

## Eventi promossi
- 1989 - "Il tam tam del vivere civile. La comunicazione sociale al servizio del cittadino." - primo convegno nazionale sulla pubblicità sociale[14] - Lo spot cartaceo di questo convegno ha avuto il contributo di Prudential plc, una compagna assicurativa multinazionale britannica[15][16]
- 1996 - "Comunicazione sociale: la sfida di oggi" - convegno[14]
- 1998 - 1º festival internazionale della comunicazione sociale[14]

## Alcuni spot sugli eventi promossi
- 2000 - 2º festival della comunicazione sociale[17]

## Alcune campagne patrocinate del passato
Pubblicità Progresso, oltre a realizzare le sue campagne, patrocina quelle realizzate da altri enti no profit.
Pubblicità Progresso ha cominciato a patrocinare le campagne dal 1989 per mantenere la leadership sulla comunicazione sociale, in quanto a fine anni 1980 si stavano affacciando nuovi protagonisti nella comunicazione sociale (in particolare la Presidenza del Consiglio dei Ministri con i vari ministeri del Governo Italiano). Ed è anche un metodo per rilanciare Pubblicità Progresso dalla crisi avvenuta a fine anni '70.
Tuttavia può accadere che alcuni spot, pur patrocinati da Pubblicità Progresso, non mostrino il logo di Pubblicità Progresso durante la loro trasmissione. Ciò avviene, ad esempio, quando questi spot, che nelle trasmissioni RAI mostrano regolarmente il logo di Pubblicità Progresso, nelle trasmissioni Mediaset (Fininvest fino al 1996) e/o TMC (e/o anche nelle altre reti televisive) non mostrano il logo di Pubblicità Progresso.
Questo è un elenco degli spot patrocinati da Pubblicità Progresso, al momento incompleto:
| Anno/i    | Promotore/i                                                                 | Descrizione | Trasmissioni televisive                                                                     | Trasmissioni televisive                    | Stampe sui quotidiani e periodici                                                                     | Stampe sui quotidiani e periodici |
| Anno/i    | Promotore/i                                                                 | Descrizione | Con logo di P.P.                                                                            | Senza logo di P.P.                         | Con logo di P.P.                                                                                      | Senza logo di P.P. |
| --------- | --------------------------------------------------------------------------- | --- | ------------------------------------------------------------------------------------------- | ------------------------------------------ | --- | --- |
| 1989-1990 | Lega per l'Emancipazione degli Handicappati                                 | Spot sull'abolizione delle barriere architettoniche con Pierangelo Bertoli "Oggi in Italia gli handicappati non possono usare la città. Questo è ingiusto e incivile." | Rai 2 (15 febbraio 1990)                                                                    | TMC (marzo 1989)                           | | |
| 1989-1990 | Telefono Azzurro                                                            | Spot "Speriamo di no". |                                                                                             | Rete Mia (periodo ottobre 1989-marzo 1990) | - L'Espresso (Edizioni 9-13, 1990) - La Stampa (19 dicembre 1989-9 febbraio 1990)                     | La versione originale di questo manifesto cartaceo, senza il logo di Pubblicità Progresso, è stata pubblicata per la prima volta su La Stampa il 13 agosto 1989, ma è anche arrivata ad essere pubblicata sui quotidiani e periodici fino al 1991. |
| 1989      | Unicef                                                                      | Convegno Internazionale | Rai Uno (8 dicembre 1989, dopo il film "Alice nel paese delle meraviglie" della Disney)     |                                            | | |
| 1991      | - Comitato Nazionale Prevenzione Gozzo - Aprec                              | Spot "Un pizzico di salute" | Rai 1 (3 luglio 1991)                                                                       |                                            | La stampa (4 maggio 1991)                                                                             | |
| 1992      | Comitato Collegamento Cattolici                                             | Spot "Contro la fame cambia la vita" | 23 ottobre 1992                                                                             |                                            | | |
| 1992-1993 | IMG International                                                           | Spot "Miastenia, fermala prima che sia lei a fermare te" con Luciano Pavarotti | TMC (aprile 1993)                                                                           |                                            | Sette, settimanale Corriere della Sera (numeri 26-34, 1992)                                           | |
| 1992-1993 | AICA                                                                        | A favore dei disabili verbali | Rai 3 (14 febbraio 1993)                                                                    |                                            | L'Europeo (Volume 49, 1993). Titolo: "Se non può parlare, insegnali a comunicare"                     | |
| 1993-1994 | Round Table Italia                                                          | Spot "Per fortuna la leucemia si può vincere, dobbiamo essere in 100.000, 100.000 portatori di vita" | Rai 2 (2 gennaio 1994)                                                                      | - Fininvest (3 giugno 1993) - TMC (1994)   | | |
| 1993-1995 | ASM - Associazione Italiana Studio Malformazioni                            | Spot "Speriamo che sia sano" | - Telenorba (1992-1993) - RAI (luglio 1993-novembre 1994)                                   |                                            | - Epoca (Volume 44, 1993) - L'Europeo (Volume 49, 1993) - La Stampa (7 febbraio 1993 -19 luglio 1995) | |
| 1993      | ABD                                                                         | A favore dei bambini down |                                                                                             |                                            | | |
| 1993-1994 | ANFAA                                                                       | Spot "40.000 minori aspettano di crescere" |                                                                                             |                                            | - Panorama (numeri 1424-1428, 1993) - La Stampa (13 agosto 1993 -21 giugno 1994)                      | |
| 1994      | Lega Nazionale per la Difesa del Cane                                       | Due spot da 30 secondi "L'unico vero bastardo sei tu che lo abbandoni.". Uno di questi spot mostrava una coppia (non vista di faccia) discutere sull'abbandono del proprio cane per andare in vacanza. La donna esprime preoccupazione per l'animale appena abbandonato, mentre l'uomo le dice in modo disinvolto e piuttosto condiscendente che starà bene. Mentre lo speaker avverte di "non tentare di scaricarsi la coscienza", si vede il cane vagare per strada fino a quando non viene investito da un camion che sbanda e va a schiantarsi contro un palo, a riprova del messaggio che abbandonare un cane mette a rischio la vita sia dell'animale che delle altre persone. Lo spot si conclude con la coppia che continua per la sua strada con la radio a tutto volume, senza avvedersi del disastro che hanno appena provocato. Il secondo spot veniva invece girato dal punto di vista del cane, mostrando una macchina che investe l'animale, di cui si sentono i respiri affannosi. Mentre la voce speaker spiegava la problematica, ovvero che i cani abbandonati possono essere causa di incidenti stradali, si vedono disegnate sull'asfalto delle sagome di un cane, e in seguito anche la sagoma di un uomo, accompagnato da lugubri versi spettrali. | Soggetto sagome sull'asfaltoRai (agosto-settembre 1994)Soggetto incidente camion Rai (1994) |                                            | | |
| 1994      | CESVI                                                                       | A favore dei bambini del Vietnam |                                                                                             |                                            | | |
| 1995      |                                                                             | "I peggiori nemici dei libri sono quelli che la pensano come Hitler, Stalin e Mao Tze Tung: sai perché? Perché dire libro è come dire libero. Non farti fregare: leggi più che puoi." (1 spot da 30 secondi ed 1 spot da 45 secondi). In questo spot, girato in bianco e nero, veniva mostrata una scena di un esercito, visto in penombra, che faceva irruzione in alcuni edifici di un vicolo buio per buttare giù dalle balconate dei libri prima di cospargerli di benzina e incendiarli, scena accompagnata da voci concitate incomprensibili e da una possente musica che richiama la tipica colonna sonora di un film di guerra. | Rai 2 (1995, versione da 30")                                                               |                                            | | |
| 1995      | FAO                                                                         | | Canale 5 (6 agosto 1995)                                                                    |                                            | | |
| 1995      | Trio Italia                                                                 | A favore dei trapianti d'organi |                                                                                             |                                            | | |
| 1995      | AIPD                                                                        | A favore delle persone down |                                                                                             |                                            | | |
| 1996      | Comitato Collegamento Cattolici                                             | "Contro la fame cambia la vita". È quasi uguale allo spot del 1992, salvo alcune piccole modifiche. | Rai 2 (febbraio 1996)                                                                       |                                            | | |
| 1996      | Lega Italiana per la Lotta contro le Malattie Virali                        | "Se ti senti bene, fai le analisi del sangue" |                                                                                             |                                            | | |
| 1996-1998 | ANED                                                                        | A favore della donazione d'organi |                                                                                             | Canale 5 (17 marzo 1996)                   | - Noi donne (1998) - La Stampa (5 aprile 1997)                                                        | |
| 1996      | FAISBI                                                                      | Spot sulla spina bifida | Reti Mediaset (aprile 1996)                                                                 |                                            | | |
| 1996      | Banco Aimentare                                                             | | Reti Mediaset (luglio-agosto 1996)                                                          |                                            | | |
| 1996      | Federasma                                                                   | "L'asma manda in crisi il tuo respiro" |                                                                                             |                                            | | |
| 1997      | Civita                                                                      | A difesa del patrimonio artistico | Italia 1 (1997)                                                                             |                                            | | |
| 1997      | ANFFAS                                                                      | "Di anormale c'è la vostra indifferenza". Questo spot è basato sulla filastrocca della Ninna Nanna | RAI 1 (26 maggio 1997)                                                                      | Canale 5 (23 maggio 1997)                  | | |
| 1997      | Lega Nazionale per la Difesa del Cane                                       | "Chi abbandona un cane, può uccidere un uomo." | Canale 5 (10 agosto 1997)                                                                   |                                            | | |
| 1997-1998 | ADMO                                                                        | | Rai 1 (9 gennaio 1998)                                                                      | - Canale 5 (28 dicembre 1997) - TMC (1997) | | |
| 1998      | ANEP                                                                        | Nove mesi valgono una vita | Rai 3 (12 marzo 1998)                                                                       |                                            | | |
| 1998      | FA.NE.P                                                                     | Spot sull'anoressia e sulla bulimia |                                                                                             | Canale 5 (1º luglio 1998)                  | | |
| 1998      | - AIPO - Federasma                                                          | Spot sulla giornata nazionale del respiro |                                                                                             |                                            | | |
| 1998      | Lega Nazionale per la Difesa del Cane                                       | "Chi è l'uomo? Chi è la bestia?", promossa dalla Lega Nazionale per la Difesa del Cane. Lo spot mostrava un uomo (interpretato da Paolo De Vita) che cammina per strada accorgendosi di star diventando sempre più peloso sotto sguardi cupi e disgustati. Viene mostrato in un flashback che l'individuo in questione ha abbandonato il suo cane per strada, finendo ucciso in un incidente. Alla fine l'uomo si ferma ed emette un verso animalesco, a conferma dello slogan dello spot. | Rai 3 (agosto 1998)                                                                         | Canale 5 (28 luglio 1998)                  | | |
| 1998-1999 | Fondo Amici di Paco                                                         | | Canale 5 (24 giugno 1999)                                                                   | Canale 5 (1 agosto 1998)                   | | |
| 1998      | Legambiente                                                                 | Puliamo il mondo | Rai 3 (1998)                                                                                |                                            | | |
| 1998-1999 | Manitese                                                                    | Spot contro lo sfruttamento del lavoro infantile | TMC (27 gennaio 1999)                                                                       | Canale 5 (29 ottobre 1998)                 | | |
| 1998-2000 | Comitato Collegamento Cattolici                                             | Contro la fame cambia la vita | RAI (dicembre 1998-gennaio 2000)                                                            |                                            | | |
| 1999      | - AIPO - Federasma                                                          | "15 maggio Giornata Nazionale del Respiro" | RAI (aprile-maggio 1999)                                                                    |                                            | | |
| 1999      | Consorzio Una                                                               | | Rai 2 (4 novembre 1999)                                                                     |                                            | | |
| 1999      | Lega Nazionale per la Difesa del Cane                                       | Spot per l'adozione dei cani | - Rai 1 (7 dicembre 1999) - Canale 5 (19 dicembre 1999)                                     |                                            | | |
| 2000      | L.A.C.                                                                      | "Il cane è il migliore amico dell'uomo. La vacanza è il peggior nemico del cane. Non abbandonarlo." La campagna, di 22 secondi e volta alla sensibilizzazione sul tema dell'abbandono estivo dei cani, mostrava delle impronte umane e di un cane incise sulla battigia di una spiaggia. Quando le impronte del cane vengono cancellate da un'onda, si sente il rumore di un'automobile che frena di colpo, come metafora visiva che illustra come un cane abbandonato possa rischiare di morire investito. | Estate 2000                                                                                 |                                            | | |
| 2000-2001 | Associazione Semi per la SIDS                                               | Campagna per la prevenzione della SIDS |                                                                                             |                                            | La Stampa (3 maggio 2001)                                                                             | |
| 2001      | Fondazione Exodus                                                           | "La droga uccide, uccidi la droga" |                                                                                             |                                            | | |
| 2001      | Gli Amici di Luca                                                           | Spot istituzionale |                                                                                             |                                            | | |
| 2001      | - Lega Nazionale per la Difesa del Cane - Ente Nazionale Protezione Animali | Campagna a favore dei tatuaggi dei cani | Canale 5 (24-25 dicembre 2001)                                                              |                                            | | |
| 2001      | Agenzia Nazionale per la Prevenzione della Cecità                           | Difendi la tua vista |                                                                                             |                                            | | |
| 2002      | ADMO                                                                        | "Nessuna risorsa vada sprecata" |                                                                                             |                                            | | La versione cartacea di questo spot, priva però del logo di Pubblicità Progresso, è stata pubblicata su La Stampa il 26 febbraio 2002. |
| 2002      | Terre des hommes                                                            | Mimì Fiore di Cactus | - Rai 1 (15 aprile 2002) - Canale 5 (10 marzo 2002)                                         |                                            | | |
| 2002      | IAPB                                                                        | "Vediamoci chiaro" | RAI (aprile 2002)                                                                           |                                            | | |
| 2002      | FAO                                                                         | Campagna contro la fame nel mondo con Albano Carrisi. Come musica è stato usato come brano "O Fortuna", tratto dai Carmina Burana | Rai 2 (19 maggio 2002)                                                                      |                                            | | |
| 2002      | Comunità di Sant'Egidio                                                     | Spot contro la pena di morte | - Rai Due (20 luglio 2002) - Canale 5 (21 luglio 2002)                                      |                                            | | |
| 2002      | Gli Amici di Luca                                                           | "Giornata dei Risvegli" |                                                                                             |                                            | | |
| 2003      | Comitato Collegamento Cattolici                                             | "Contro la fame cambia la vita" | RAI (aprile 2003)                                                                           |                                            | | |
| 2003      | AGD Italia                                                                  | "Perché il diabete con cambi la vita" | RAI (maggio 2003)                                                                           |                                            | | |
| 2003      | ENPA                                                                        | Campagna contro l'abbandono degli animali | RAI (agosto 2003)                                                                           |                                            | | |
| 2003      | Gli Amici di Luca                                                           | "Giornata dei Risvegli" | RAI (settembre 2003)                                                                        |                                            | | |

## Spot ministeriali sostenuti da Pubblicità Progresso
- Protezione civile di tutti, con tutti. (2004)[116][117]
- Ricorda. La protezione civile sei anche tu.(2006)[118]
- Leggere. Un'avventura del pensiero. (2006)[119]
- Dallo Sri Lanka, e da noi, grazie. (2006)[120]

## Organismi associati
- AAPI - Associazione Aziende Pubblicitarie Italiane (socio fondatore)
- FIEG - Federazione Italiana Editori Giornali (socio fondatore)
- IAP - Istituto dell'Autodisciplina Pubblicitaria (socio fondatore)
- Rai (socio fondatore)
- UPA - Utenti Pubblicità Associati (socio fondatore)
- UNA - Aziende della comunicazione unite (socio fondatore)
- Publitalia '80 - Concessionaria di pubblicità delle reti MEDIASET (socio promotore)
- DISCOVERY Italia (socio nuovo promotore)
- SAN MARINO RTV (socio nuovo promotore)
- SKY Italia (socio nuovo promotore)
- Ricrea (socio sostenitore)
- Global Thinking Foundation (socio sostenitore)
- Novartis (socio sostenitore)